# Deconychura longicauda
Deconychura longicauda là một loài chim trong họ Furnariidae.